# Jardim do Campo da Barca

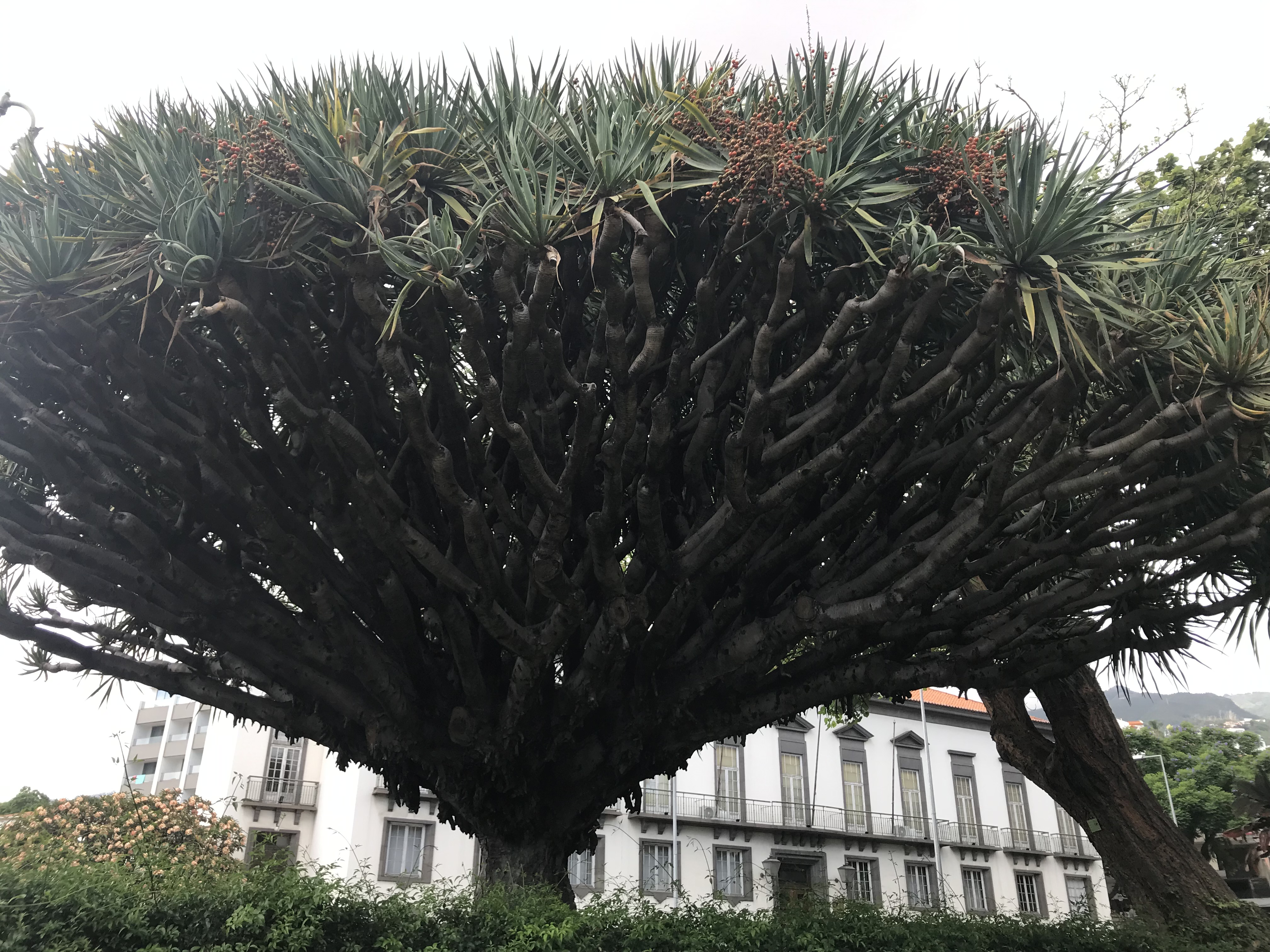
Der Drachenbaum am Südeingang des Gartens

Der Jardim do Campo da Barca, der Campo-da-Barca-Garten, ist ein kleiner innerstädtischer Park in Funchal auf Madeira, der durch die Estrada Conde Carvalhal in zwei Teile geteilt wird. Der nördliche, höher gelegene Teil wird vom Largo Conde Canavial gebildet, der südliche heißt Praça de Tenerife, ersterer umfasst eine Fläche von etwa 1000, letzterer eine von etwas mehr als 2000 m². Insgesamt umfasst der rechteckige Park eine Fläche von 3.440 m². Dabei liegt er in einer Höhe über dem Meeresspiegel von 18 bis 24 m.

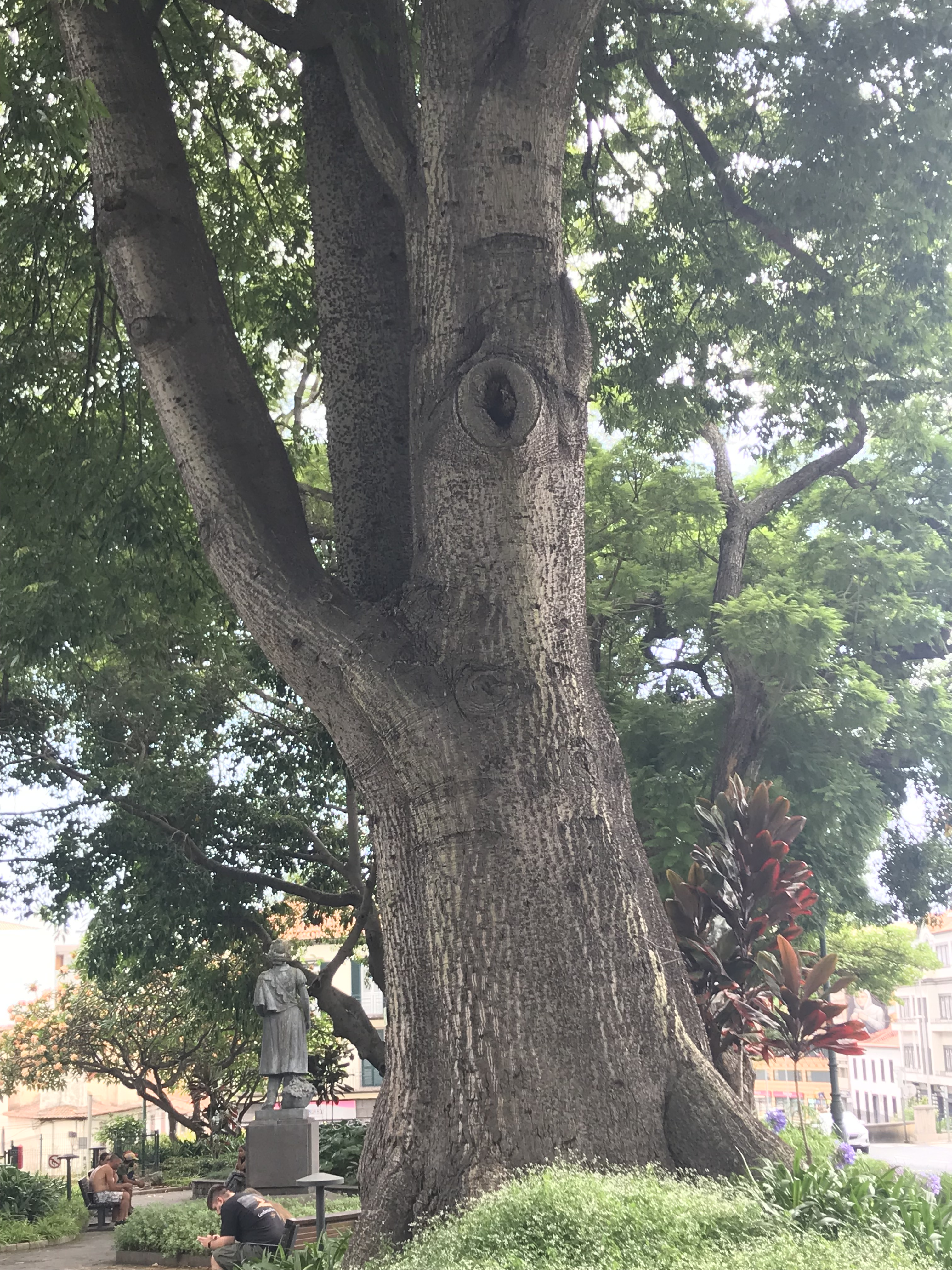
Dieser Kapokbaum, der größte Baum des Parks, gehört zu einer Art, die bis zu 30 m hoch werden kann, ihr Stamm kann einen Durchmesser von 1,20 m erreichen. Der Stamm enthält Chlorophyll.

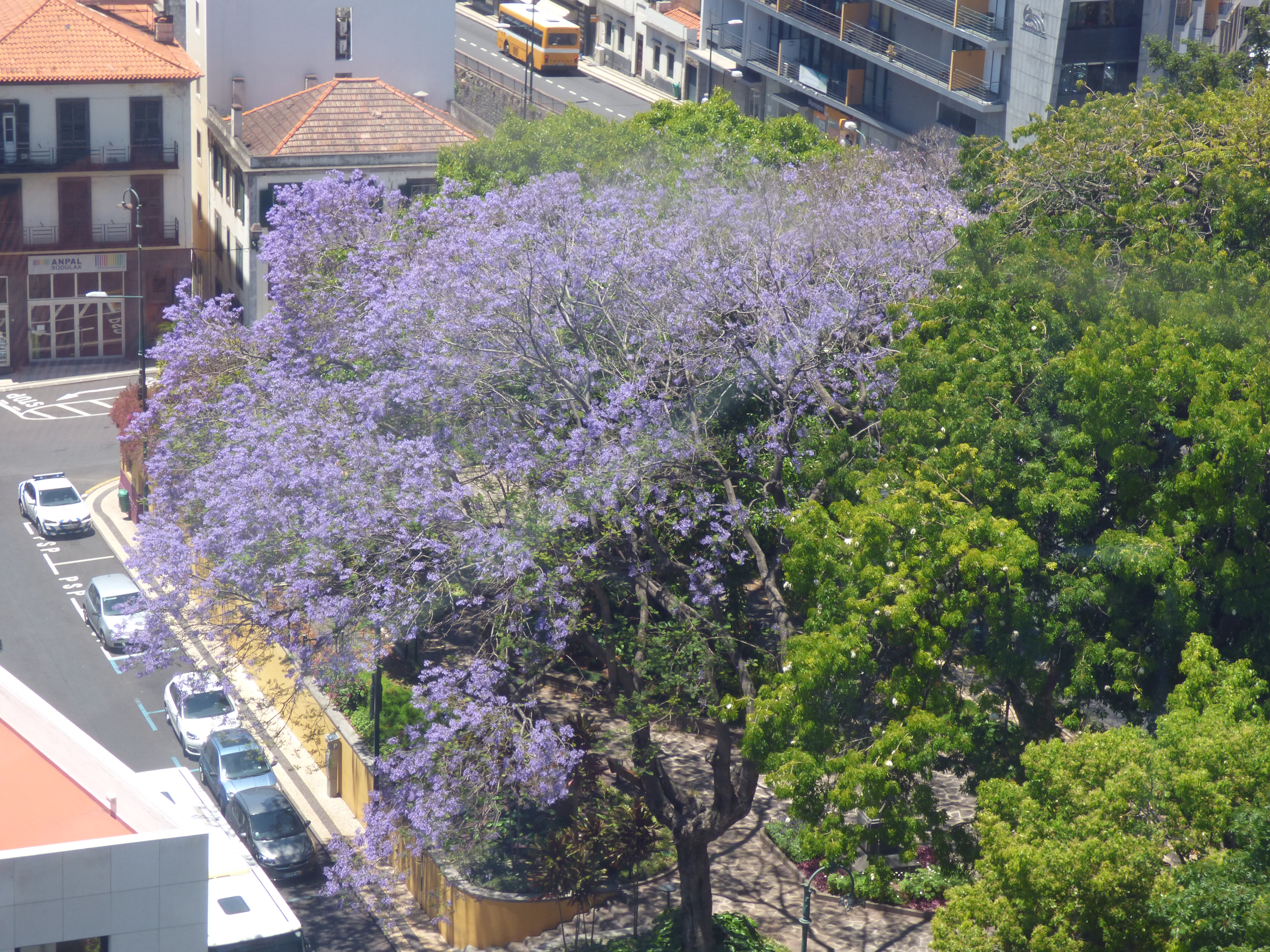
Foto, aufgenommen aus der Seilbahn

Im Park ragen an Pflanzen die Korallenbäume (Erythrina abyssinica und americana) heraus, dann Jacaranda (Jacaranda mimosifolia), Kapokbäume (Chorisia speciosa), Zahnpflanzen (Plumeria alba und Plumeria rubra var. acutifolia) und ein Exemplar des Kanarischen Drachenbaums (Dracaena draco subsp. draco).
Der südliche, tiefer gelegene Teil wurde erstmals 1818 gärtnerisch gestaltet. 1897 ging die Fläche in den Besitz der Kommune Funchal über, 1903 wurde der nördliche Teil hinzugefügt. Nach einem Sturm am 20. Februar 2010, der vor allem den südlichen Teil in Mitleidenschaft zog, wurde der Garten erst am 27. April 2012 wieder der Öffentlichkeit zugänglich gemacht.
Zwei Skulpturen erinnern an den Conde de Carvalhal (im oberen Teil des Parks) und die Pflanzenkundler der Insel (im unteren). Mitten im dichten Verkehr der Stadt gelegen, wird der hoch gelegene Park nicht nur zur Durchquerung genutzt, sondern er dient mit seinen Bänken und Tischen auch dem Aufenthalt der örtlichen Bevölkerung.

## Belege
1. ↑  Sofia José Trindade Mendes: Uma Experiência no Setor Público: Análise e Caraterização dos Espaços Abertos, Diss., Évora 2013, S. 72.

Koordinaten: 32° 39′ 2″ N, 16° 54′ 9″ W